# Hesperochernes globosus
Hesperochernes globosus är en spindeldjursart som först beskrevs av Edvard Ellingsen 1910.  Hesperochernes globosus ingår i släktet Hesperochernes och familjen blindklokrypare. Inga underarter finns listade i Catalogue of Life.